# Abbaye de Vallbona
À ne pas confondre avec Abbaye de Valbonne (ou Vallbona en catalan).
L'abbaye Sainte-Marie de Vallbona (en catalan : Santa Maria de Vallbona de les Monges) est un monastère cistercien situé dans la commune de Vallbona de les Monges, dans la comarque d'Urgell, sur le versant nord de la Serra del Tallat. Fondé au cours de la première moitié du XIIe siècle, c'est au cours du XIIIe siècle le monastère cistercien féminin le plus important de Catalogne ; la vie monastique y perdure aujourd'hui.

## Histoire
La communauté, fondée avant 1153 par Ramon de Vallbona et située à l'origine à Colobrers, est probablement issue d'un regroupement d'ermites, qui au fil du temps se sont organisés de manière cénobitique, hommes d'un côté, femmes de l'autre. Elle suit la règle de saint Benoît. Le premier document qui mentionne son existence remonte à 1157. En 1163, le comte de Barcelone Raimond-Bérenger IV donne des terres à la communauté. En 1172, un groupe de moniales venant de l'abbaye de Tulebras, en Navarre, avec à sa tête la première abbesse (1177-1190), Òria Ramírez (ca), rejoint la communauté. En 1175, les hommes rejoignent les ermitages de la Serra de Montsant, et la communauté devient exclusivement féminine.

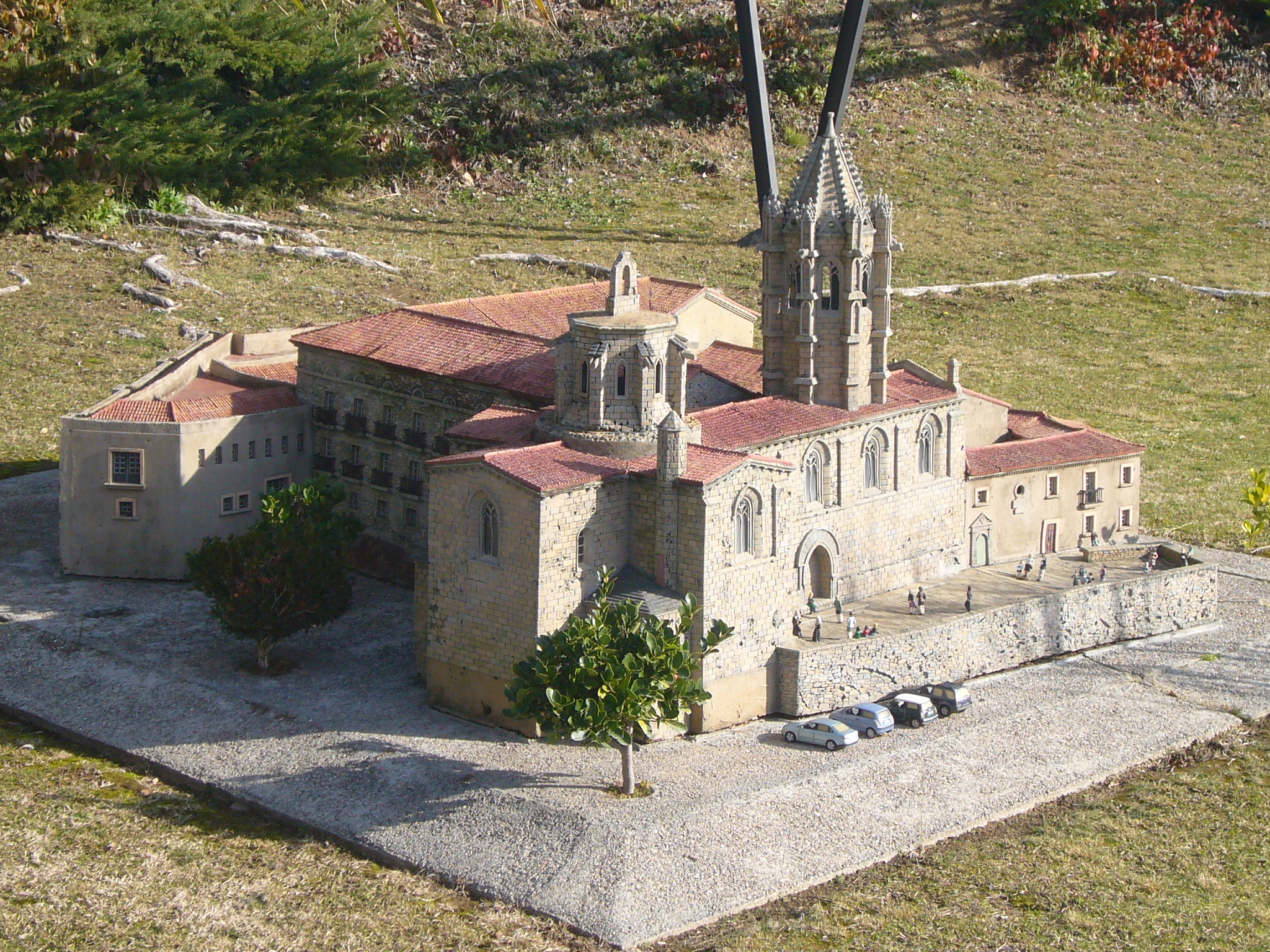
Maquette de l'abbaye de Vallbona, exposée dans le parc Catalunya en Miniatura.

La prestige et la prospérité de l'abbaye grandissent ; en attestent notamment les visites du roi Alphonse II d'Aragon et de son épouse Sancha de Castille, du roi Jacques Ier d'Aragon. Ils logent à l'abbaye à plusieurs reprises et en financent la construction. Le corps de l'épouse de Jacques Ier, Yolande de Hongrie Árpád, y est transféré en 1275, et s'y trouve toujours aujourd'hui, à droite du maître-autel - de l'autre côté duquel est enterrée sa fille Sancha d'Aragon et de Hongrie, morte au cours d'un pèlerinage à Jérusalem peu avant 1275 et vénérée comme bienheureuse. De nombreuses femmes de la noblesse catalane y deviennent moniales. Le pape Innocent III assure à Vallbona l'immunité et la protection de ses biens, ainsi que l'autonomie vis-à-vis de l'épiscopat (bulle de 1201).
Grâce aux nombreuses donations reçues par l'abbaye, notamment du comte Armengol VII d'Urgell, les possessions de l'abbaye s'étendent considérablement, notamment dans le comté d'Urgell. L'abbesse Saurena de Anglesola (1379-1392) achète au roi Pierre III d'Aragon la juridiction civile et criminelle sur l'ensemble des terres de Vallbona pour 22 000 sols barcelonais. À cette époque, la communauté monastique compte 150 religieuses, appartenant pour la plupart aux grandes familles de la noblesse catalane (Cardona, Cervera, Queralt, Boixadors, Anglesola, etc.).
La guerre civile catalane de 1462-1472, puis le concile de Trente (1545-1563) ont de lourdes conséquences pour l'abbaye : le concile interdit l'existence de communautés féminines dans des endroits reculés, ce qui oblige les moniales à céder une partie de leurs terres, en 1573, pour qu'un village puisse se former à proximité de l'abbaye. Des habitants de Montesquiu s'y installent, donnant naissance au village actuel de Vallbona de les Monges.
Aujourd'hui, la communauté vit notamment de la vente de céramiques peintes, et entretient un potager. Elle s'est engagée depuis plusieurs années dans une démarche de « conversion écologique ».

## Architecture
L'église est un bel exemple de transition entre les architectures romane et gothique ; son plan est en croix latine, elle compte une nef et trois absides rectangulaires ornées de sculptures. La tour-clocher octogonale, avec son toit de forme pyramidale, est un cas unique dans l'architecture médiévale. Elle a été construite directement sur les murs latéraux de l'église au milieu du XIVe siècle, alors qu'Elisenda de Copons était abbesse (1340-1348).
Chacune des galeries du cloître - de forme trapézoïdale - est de style différent. L'aile sud, construite dans le style roman cistercien, très sobre, est la plus ancienne. L'aile est est également de style roman ; ses cinq arcades sont ouvertes par des triples fenêtres, séparée par des colonnes dont les chapiteaux sont décorés de motifs floraux. L'aile nord est la plus courte ; de style gothique, remontant au XIVe siècle, elle présente de grandes ouvertures de forme ogivale. L'aile ouest a été construite au XVe siècle dans un style proto-renaissant ; les chapiteaux des colonnes sont décorés des armoiries de la famille Caldés, sont issues de nombreuses abbesses à cette époque.
La salle capitulaire, construite au XIVe siècle, abrite une effigie de Notre-Dame de la Miséricorde (XVe siècle) attribuée au sculpteur Pere Joan. Une chapelle dédiée à Notre-Dame-du-Cloître a été construite en 1895 ; elle abrite la statue du même nom, qui remonte au XIIIe siècle.